# Brometo de tetra-n-butilamônio
Brometo de tetra-n-butilamônio (TBAB, do inglês tetra - n-butylammonium bromide) é um sal quaternário de amônio com um contérion bromo normalmente usado como um catalisador de transferência de fase.
É usado na síntese de benzamidas ligadas à D-galactose, síntese de derivados de glicosamina e na síntese enantiosseletiva da citosporona.
Um composto intimamente relacionado é o tribrometo de tetra-n-butilamônio com uma unidade Br2 adicional.